# تيمو شولتس
تيمو شولتس (بالألمانية: Timo Schultz)‏ (26 أغسطس 1977 بفيتموند في ألمانيا - ) هو لاعب كرة قدم ألماني في مركز الوسط. لعب مع فيردر بريمن ونادي سانت باولي وهولشتاين كيل وHarburger TB ‏ وفيردر بريمن 2 ‏ ونادي لوبيك ‏.

## روابط خارجية
- تيمو شولتز على موقع قاعدة بيانات كرة القدم.إي يو (الإنجليزية)
- تيمو شولتز على موقع بيانات كرة القدم. دي إي (الألمانية)
- تيمو شولتز على موقع عالم كرة القدم.نت (الإنجليزية)